# Metro w Sewilli
Metro w Sewilli (hiszp. Metro de Sevilla) – system kolei podziemnej, czyli metra w Sewilli, w Hiszpanii. W  2008 r., po pięciu latach budowy zakończona została budowa 18-kilometrowego odcinka Metro de Sevilla. Odcinek ten należy do linii numer 1 pomiędzy Ciudad Expo a Condequinto, posiada na swej trasie przejazdu 22 stacje. Linia została oficjalnie zainaugurowana 2 kwietnia 2009 r. i w ten dzień rozpoczęły się regularne przewozy.

## Linie Metra
| #       | Nazwa linii                    | Rok otwarcia | Długość | Ilość stacji |
| ------- | ------------------------------ | ------------ | ------- | ------------ |
| Linia 1 | Olivar de Quinto ↔ Ciudad Expo | 02/04/2009   | 18 km   | 22           |
| Linia 2 | Torreblanca ↔ Puerta Triana    | -            | 12.5 km | 17           |
| Linia 3 | Pino Montano ↔ Bermejales      | -            | 11 km   | 17           |
| Linia 4 | Circular                       | -            | 15 km   | 19           |